# Joseph D. Beck

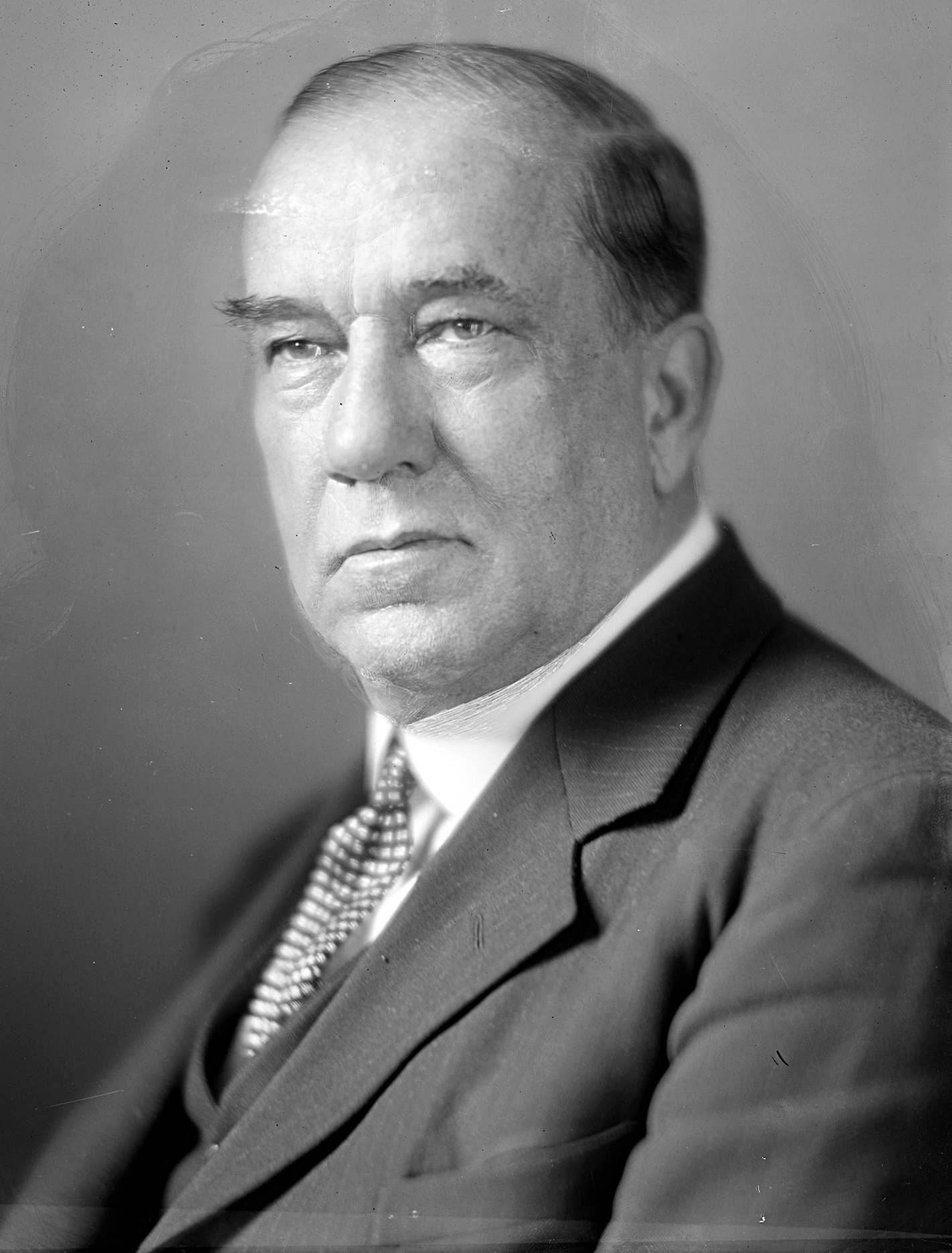
Joseph D. Beck

Joseph David Beck (* 14. März 1866 bei Bloomingdale, Vernon County, Wisconsin; † 8. November 1936 in Madison, Wisconsin) war ein US-amerikanischer Politiker. Zwischen 1921 und 1929 vertrat er den Bundesstaat Wisconsin im US-Repräsentantenhaus.

## Werdegang
Joseph Beck besuchte die öffentlichen Schulen seiner Heimat und unterrichtete danach zwölf Jahre lang an verschiedenen Schulen in Wisconsin. Bis 1897 setzte er seine eigene Ausbildung an der State Normal School in Stevens Point fort. Er beendete seine Studienzeit im Jahr 1903 nach einem Studium an der University of Wisconsin. Bereits seit 1901 war er beim statistischen Büro des Staates Wisconsin angestellt. Zwischen 1903 und 1913 leitete er dort die Abteilung, die für Arbeitsstatistiken zuständig war. Zwischen 1911 und 1913 war er Vorsitzender der internationalen Vereinigung der Arbeitsstatistiker (International Association of Labor Bureau Officials). Von 1913 bis 1917 fungierte Beck als Vorsitzender der staatlichen Industriekommission von Wisconsin. Er befasste sich auch mit landwirtschaftlichen Angelegenheiten und war ab 1917 im Vernon County selbst in der Viehzucht tätig.
Politisch war Beck Mitglied der Republikanischen Partei. Bei den Kongresswahlen des Jahres 1920 wurde er im siebten Wahlbezirk von Wisconsin in das US-Repräsentantenhaus in Washington, D.C. gewählt, wo er am 4. März 1921 die Nachfolge von John J. Esch antrat. Nach drei Wiederwahlen konnte er bis zum 3. März 1929 vier Legislaturperioden im Kongress absolvieren.
1928 verzichtete Joseph Beck auf eine weitere Kandidatur für das US-Repräsentantenhaus. Stattdessen strebte er die Nominierung seiner Partei zum Kandidaten für die Gouverneurswahlen an, die jedoch mit knappem Vorsprung an Walter J. Kohler ging. In den folgenden Jahren setzte er seine Tätigkeiten in der Landwirtschaft fort. 1931 erhielt er eine Anstellung beim Landwirtschaftsministerium des Staates Wisconsin. Diesen Posten bekleidete er bis zu seinem Tod am 8. November 1936.